# Felix Friedrich von Flemming
Felix Friedrich von Flemming, ab 1721 Graf von Flemming (* 1661; † 20. August 1738) war Richter am Wismarer Tribunal, preußischer Geheimer Rat und Erblandmarschall in Pommern.

## Leben
Er entstammte dem Adelsgeschlecht von Flemming und war ein Sohn des Felix Paris von Flemming, Oberstwachtmeister in Pommern, und der Catharina Sophie von Schwerin.

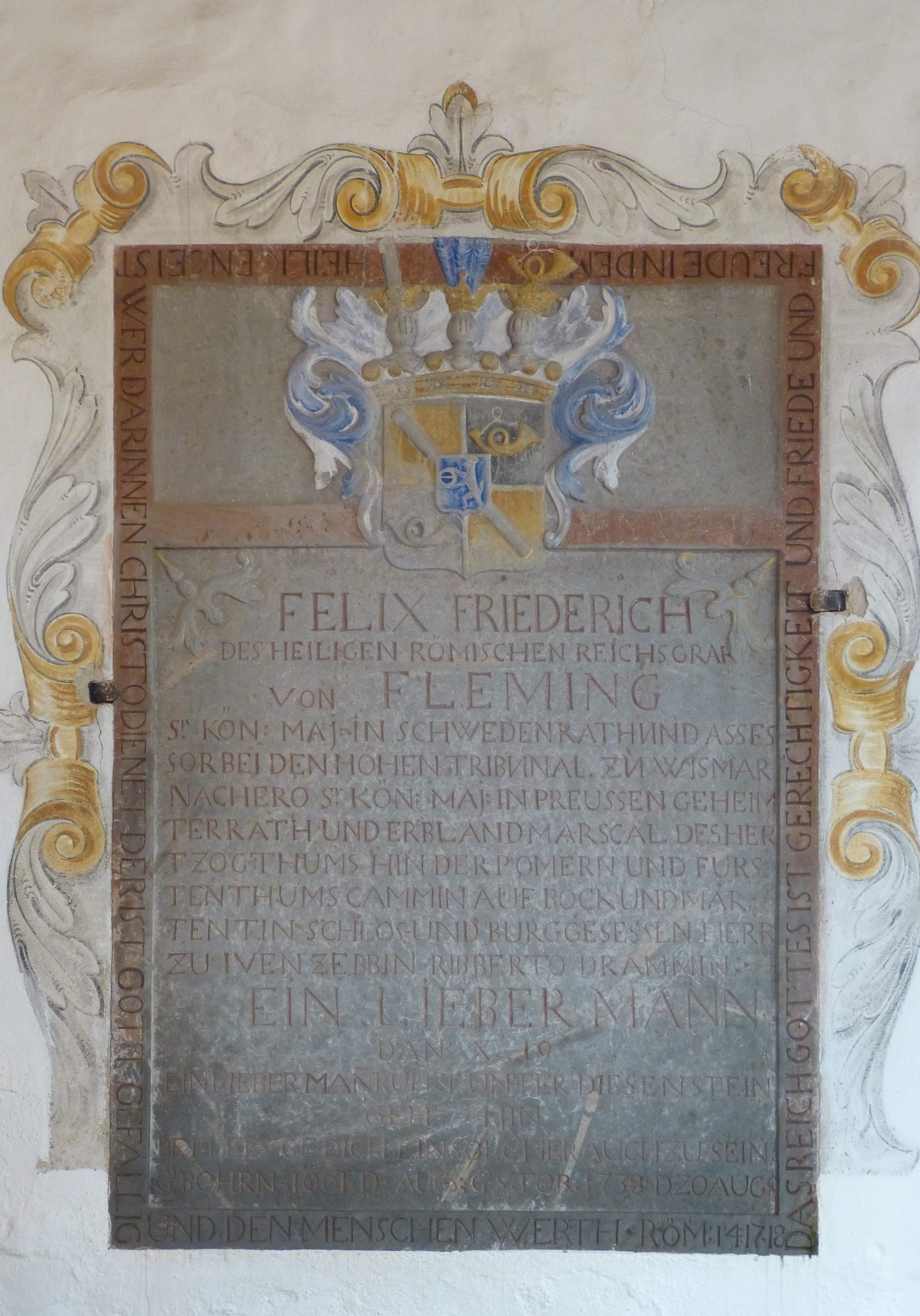
Grabplatte des Felix Friedrich von Flemming in der Kirche in Iven

Felix Friedrich von Flemming studierte fünf Jahre an der Brandenburgischen Universität Frankfurt und schloss sein Studium mit einer Disputation ab, die 1688 veröffentlicht wurde. Er erhielt eine Stelle als Referendar am Hofgericht Greifswald, unternahm aber noch eine Reise nach Frankreich und in die Niederlande. 1695 wurde er Commissarius für den Anklamschen Distrikt in Schwedisch-Pommern und Landesdeputierter. 1705 wurde er als Assessor an das Wismarer Tribunal berufen. 1711 gab er sein Amt nach sechs Dienstjahren auf und zog sich auf seine Güter in Schwedisch-Pommern zurück. Als dieser Landesteil nach dem Großen Nordischen Krieg an Preußen fiel, trat er in preußische Dienste. 1721 wurde ihm von Kaiser Karl VI. der erbliche Titel eines Reichsgrafen verliehen. 1722 wurde er zum Erblandmarschall von Hinterpommern und dem Fürstentum Cammin ernannt.
Felix Friedrich von Flemming war burg- und schlossgesessen auf Martentin und Böck sowie Herr auf Zebbin, Ribbertow und Drammin in Hinterpommern. 1697 wurde er mit dem Gut Iven in Vorpommern belehnt, das bis dahin ein Schwerinsches Lehen war.
Er starb 1738 und wurde in der Ivener Kirche beigesetzt. Dort befindet sich sein in die Nordwand der Kirche eingelassenes Epitaph.

## Familie
Felix Friedrich von Flemming war mit Dorothea Sophie von Flemming (* 1675; † 5. Mai 1754) verheiratet, einer Tochter des Franz Ludwig von Flemming auf Ribbertow. Zu ihren Kindern gehörten:
- Georg Detlev von Flemming (1699–1771), polnisch-sächsischer Artilleriegeneral, Großschatzmeister von Litauen und Großwojewode von Pommerellen
- Ernst Bogislaus von Flemming (1704–1764), königlich-preußischer Generalmajor
- Karl Georg Friedrich von Flemming (1705–1767), sächsischer Gesandter, General der Infanterie und Geheimer Kabinettsminister
- Konrad Maximilian (* 12. Dezember 1712; † 13. Juli 1778), Oberstleutnant ⚭ Wilhelmine Luise von Flemming, Tochter von Friedrich von Flemming

## Schriften
- Disp. iur. de testamentis vasallorum. Zeitler, Frankfurt/Oder 1688.